# Daihatsu Sirion

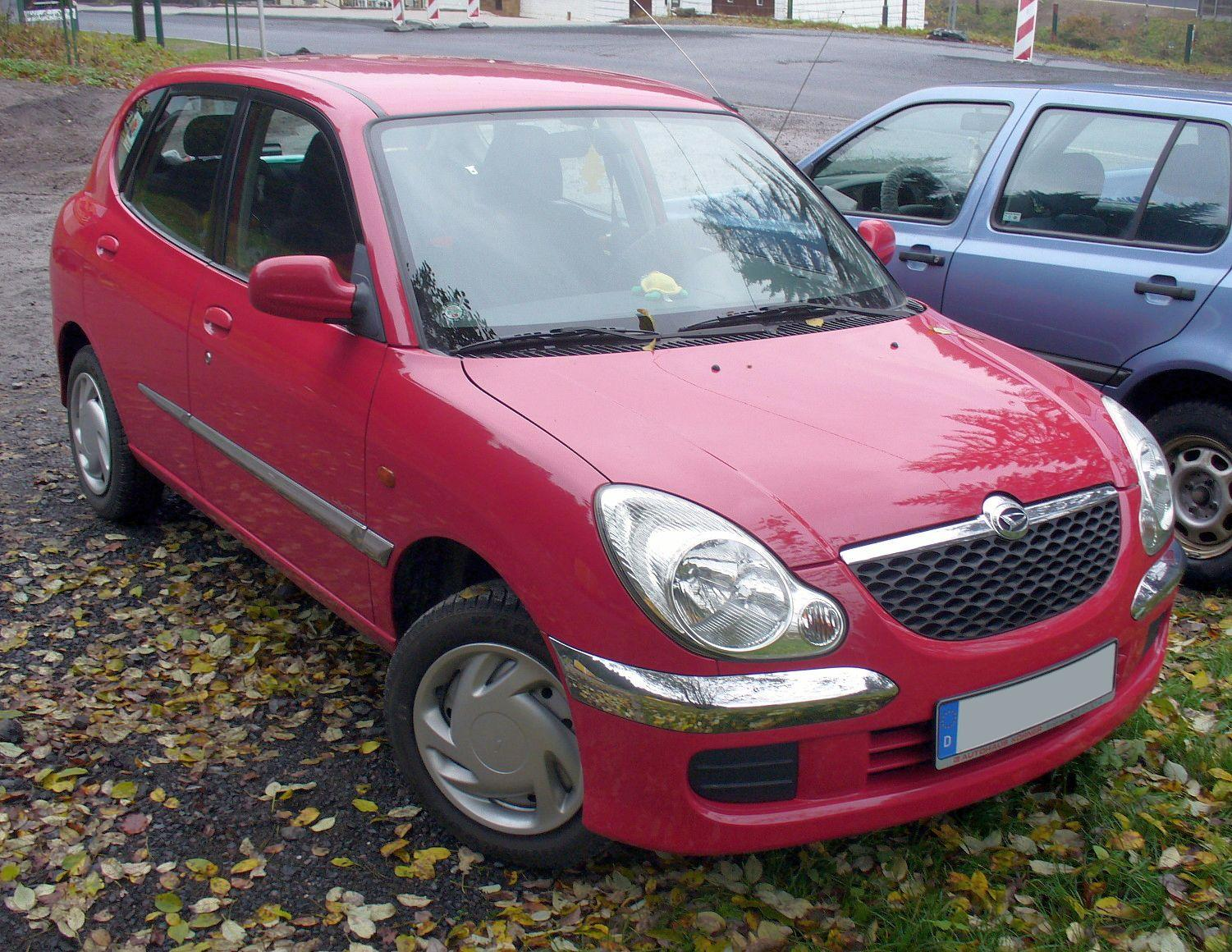
Daihatsu Sirion I

A kisautók közé tartozó Daihatsu Sirion modellt a japán Daihatsu 1998 óta gyártja és piactól függően Daihatsu Storia, Daihatsu Boon, Toyota Duet, Toyota Passo és Subaru Justy néven is forgalomba hozza.
A Sirion először tanulmányautóként mutatkozott be az 1997-es frankfurti autószalonon NCX néven. A sorozatgyártás minimális változtatásokkal 1998 tavaszán indult Japánban Daihatsu Storia és Toyota Duet, Európában Daihatsu Sirion néven. Ez volt az első Daihatsu által fejlesztett modell, ami Toyota emblémával is kapható volt (egy évvel később vált a Toyota többségi tulajdonossá). Bevezetése óta négyszer dolgozták át a modellt: 2000-ben, 2002-ben, majd 2004-2005-ben (teljes modellváltás) és 2006-2007-ben. A második generáció Japánban Daihatsu Boon és Toyota Passo, Európában Daihatsu Sirion és (2007 óta) Subaru Justy néven fut, de Malajziában minimális módosításokkal Perodua Myvi-ként is ismerik (a Perodua a Daihatsu és a maláj kormány közös autógyártó vállalata).
A Sirion a Daihatsu modellpalettáján a Charade-ot váltotta le, bár egy ideig mindkét típust meg lehetett vásárolni.

## Első generáció (M100,1998-2005)
Az első generációt Európában eleinte egyféle motorral lehetett megvásárolni: a Daihatsu bevált, 1 literes, 3 hengeres motorjának átdolgozott változatával. Hengerenként 4 szelep, DOHC vezérlés és 41 kW (55 LE) jellemezte, 5 fokozatú kézi vagy 4 fokozatú automata sebességváltó járhatott hozzá. 1999-től négykerékhajtást is lehetett rendelni. (Japánban egy különleges raliváltozathoz készítettek egy kis szériás verziót 718 köbcentis, 88 kW (120 LE)-s turbómotorral hajtott, négykerékhajtású kivitelt is Storia X4 néven.) A kiskocsi számos modern jellemzővel bírt: különleges, gömbölyded forma feláras krómbetétekkel, igen gazdaságos üzem (kézi váltóval átlag 5,5 liter/100 km), magas biztonsági felszereltség (akár 4 légzsák, ABS, fékasszisztens, CF biztonsági rendszer – ütközés esetén bekapcsolja a vészvillogót, a belső világítást, kinyitja a központi zárat és elzárja a benzin útját). A kizárólag 5 ajtós változatban kapható kocsi külső méretei: 3675 mm hossz, 1595 mm szélesség, 1450 mm magasság, 2345 mm tengelytáv, 235 liter csomagtér. Még 1999 őszén bemutattak egy tanulmány változatot a márka saját fejlesztésű, 2 hengeres, 2 ütemű turbódízel motorjával Sirion 2CD néven, de nem vált valósággá a projekt. A típust 2000-ben tesztelte az EuroNCAP biztonsági szervezet: a teszten az utasvédelemre 3 csillagot kapott az autó (22 pont a 34-ből), gyalogosvédelemre szintén – ez volt az első autó az összes kategóriából, amelynek ez sikerült.
Az első modellfrissítés 2000-ben történt: új hátsó lámpa és lökhárító, új belső kárpitok, hátsó fejtámlák, átdolgozott 1 literes motor (változó szelepvezérlés, 43 kW (58 LE)) és ekkor mutatták be a sportmodellt. Ez kívülről az alsó spoilerrel kiegészített első lökhárítóról, az integrált ködfényszórókról, az oldalsó küszöbről és az 5 küllős alufelniről (opció) ismerhető fel. A motortérben a Daihatsu/Toyota vadonatúj (többek közt a Toyota Yaris-ban is dolgozó) 1,3 literes, 4 hengeres, 16 szelepes, teljesen könnyűfém, változó szelepvezérlésű erőforrása dolgozott 75 kW (102 LE)-s teljesítménnyel (0–100 km/h 9,6 sec), 5 fokozatú kézi, vagy újdonságként kormányról is vezérelhető 4 fokozatú automata váltóval (Steershift), első- vagy összkerékhajtással. Az utastérben sportülések és 3 küllős sportkormány mutatta a különbséget.
A nagyobb modellfrissítésre 2002 tavaszán került sor: nagyméretű, krómozott hűtőmaszkot, könnycseppes első lámpákat kapott az autó és ismét frissült a hátsó lökhárító. Az utastérben vadonatúj, több rekesszel rendelkező műszerfal és teljesen új ajtókárpitok jelentették az újdonságot, de a csomagtér is fix alsó borítást kapott. Motorikusan nem történt változás. Az angol importőr ebből a szériából készített házilag mérgesített változatokat Rally 2 és Rally 4 néven 1,3-as motorral (81 kW (109 LE) teljesítménnyel).

## Második generáció (M300,2004-)
A második generáció, amely Japánban 2004 őszén debütált Daihatsu Boon és Toyota Passo néven, az első modell, amelyet közösen fejlesztett a Toyota és a Daihatsu. A modell határozottan eltért elődjétől: a keskeny, alacsony, gömbölyded kocsiból magas, szögletes, rövid autó lett. Az elődjénél 9,5 centivel kurtább kocsi tengelytávja 8,5 centit nőtt, ami egy az egyben az utastér méretét növelte, akárcsak a szélesség 7 centis és a magasság 10 centis növelése (méretek: 3600 mm hossz, 1665 mm szélesség, 1550 mm magasság, 2430 mm tengelytáv, 225 liter csomagtér). Az ismét kizárólag 5 ajtósként kapható modell mind Japánban, mind Európában rögtön két fajta motorral volt kapható: a legújabb generációs 1 literes, 3 hengeressel (ugyanez dolgozik a Toyota Aygo-Peugeot 107-Citroen C1 trióban is többek közt) 51 kW (70 LE) teljesítménnyel, Európában kizárólag kézi váltóval és az elődből átvett, de finomított 1,3 literes 4 hengeressel (immár 64 kW (87 LE)), abból viszont kézi és automata váltóval is. A négykerékhajtás opciója szintén ennek lett a kiváltsága. Sportkivitel motorikusan nem, de karosszériában létezett: hatalmas első hűtőmaszk és beépített ködfényszórók, sötétített első-hátsó lámpatestek, oldalsó küszöbtoldatok jelzik ezt a modellt (az utastér változatlan). Az Európába 2005 tavaszán megérkezett modellt kifejezetten az itteni ízléshez igazították: tágas, praktikus utastér, gazdaságos motorok (a kisebbik vegyes fogyasztása 5 liter/100 km), gazdag felszereltség (széria klíma a legtöbb verzión, 4 elektromos ablak, elektromos tükrök, gyári CD-s rádió, szervokormány, távirányítós központi zár, állítható magasságú kormány és vezetőülés, stb.), átlag feletti biztonsági szint (akár 6 légzsák, ABS+EBD) és igen kedvező árak jellemezték. Japánban ismét piacra került egy X4 fantázianevű raliváltozat, ezúttal 912 köbcentis, 88 kW (120 LE) teljesítményű turbómotorral. Az EuroNCAP töréstesztjén az autó utasvédelemre 4 csillagot szerzett (29 pont a 37-ből), gyalogosvédelmre 2, gyermekvédelemre 3 csillagot kapott.
Még 2005-ben bemutatta a Perodua saját változatát Myvi néven, amit Európában kizárólag Angliában lehet megvásárolni. A Myvi 2006 óta Malajzia legnépszerűbb autója.
2007-ben történt az egyetlen jelentősebb modellfrissítés: megújult az első lökhárító (a sportváltozaté nem), a legtöbb modellnél immár sötétítettek az első-hátsó fényszórók, az utastérben újak a kárpitok (bizonyos esetekben Momo sportkormány is elérhető) és megjelent egy igazi sportmodell a márka új, 1,5 literes, 4 hengeres motorjával (teljesítménye 76 kW (103 LE), kizárólag kézi váltóval kapható és elsőkerékhajtással). Ugyanebben az évben mutatták be Európában a típus Subaru Justy névre átcímkézett változatát (a Toyota a Subaru részvényesévé vált): ennek eltérő első lökhárítója és üléskárpitja van, viszont kizárólag az 1 literes motorral, kézi váltóval és elsőkerékhajtással kapható (kivéve Svájcot, ahol 1,3-as négykerékhajtású kivitelt is bemutattak a piaci igényeknek megfelelően).
A harmadik generációt Japánban 2010 februárjában már bemutatták, ezúttal ismét Daihatsu Boon és Toyota Passo néven: a koncepció, a méretek és a padlólemez is maradt ugyanaz egy kicsit lekerekítettebb, modernebb formába öntve. Az alapmotor ugyanaz az 1 literes, mint eddig, viszont a nagyobb erőforrás a Toyota vadonatúj 1,33 literes 4 hengerese, amit a Yaris-ban és az Urban Cruiser-ben már mi is megismerhettünk. A kocsi európai érkezéséről egyelőre nincsenek konkrét hírek.
Még 2008-ban egy másik karosszériaváltozattal bővült a család Japánban: a Daihatsu Boon Luminas és a Toyota Passo Sette 7 személyes kompakt egyterűek a Sirion alapjaira építve, hasonló stíluselemekkel és kizárólag az 1,5 literes motorral. A típusnak elsősorban Ázsiában szánnak fontos szerepet: a Perodua már fel is vette kínálatába Alza néven a jutányos áru, praktikus járművet (ami Japánban csak automata váltóval kapható), de az európai bemutató kizárt.